# Барбе (пас)
Барбе (ориг. име: Barbet), познат и као француски водени пас, је веома древна раса која се користи за лов на барске птице. Барбе је пријатељски настројена и активна раса, а име пасмине потиче од француске речи barbe, што значи брада. Ово не долази као изненађење пошто барбе има дугу и космату браду. Овај пас је одличан пријатељ деци и одраслима, има изванредну личност те напросто обожава да буде међу људима. Веома је интелигентан и воли да удовољи власнику.

## Основно
- Мужјак
  - Висина од 58 до 65 цм
  - Тежина од 17 до 28 кг
- Женка
  - Висина од 53 до 61 цм
  - Тежина од 14 до 23 кг

## Историја
Барбе је екстремно ретка раса са неодређеним пореклом; међутим, нашироко је прихваћено да барбе потиче од афричких овчара који су укрштани са европским псима још у периоду 7. века. Претпоставља се да пасмина која је данас позната као барбе потиче из Француске. У француским радовима се спомиње у 16. веку.
Током Другог светског рата барбе је, као и многе друге расе, био на ивици изумирања. Како би се повећало бројно стање, дошло је укрштања са пудлама (у неким деловима света) и данас је барбе, иако и даље редак, безбедан од изумирања. Барбе се сматра претком многих данашњих раса као што су пудла, грифон, видраш, бишон.

## Карактеристике пса

### Нарав
Барбе је интелигентан и послушан пас, а уз то забаван и пријатељски настројен. Воли да проводи време са људима, што га чини идеалним псом за старије особе, као и за породице са децом. Веома се веже за своју људску породицу и воли да је укључен у све породичне активности. Пошто је узгајан за лов, барбе је активан и интелигентан пас коме је потребно редовно вежбање.

### Општи изглед
Барбе је пас средње величине. Очи су округле, тамно смеђе. Уши су ниско постављене, дуге, равне и широке. Покривене су дугом длаком која виси у праменовима. Када се споје испред носа (укључујући и длаку) допиру најмање 5 цм испод носа. Реп је благо издигнут, ношен изнад хоризонталне линије када је пас у акцији, ниско усађен, формира благи завој на врху. Длака је дуга, вунаста и коврџава, може да формира праменове. Осим што је богата и бујна, длака покрива цело тело и ово је основна карактеристика ове расе. Барбе се може шишати на специфичан начин како би то одговарало његовом раду и одржавању. Боја длаке је једнобојно црна, сива, смеђа, сиво мрка, светло сиво мрка. Бела или мање или више шарена. Све нијансе црвенкасто сиво мрке и светло сиво мрке су дозвољене. Пожељно је да нијанса буде у складу са бојом тела.

## Нега и здравље
Потребна му је нега, јер има густу и захтевну длаку. Да би се олакшао правилан раст длаке пожељно је бријање штенета када је између 4 и 6 месеци старости. Чак и касније периодично бријање длаке помаже му да постане густа и лакша за одржавање. Барбе може живети и у стану, под условом да њихови власници организују дуге шетње за њих, али и друге активности (пливање или друге спортске активности).
Што се тиче здравља, ова раса је веома ретка тако да не постоји много информација о дугорочним здравственим проблемима којима је ова раса склона. Неки од уобичајених здравствених проблема који су се јављали код ове расе су инфекције уха, дисплазија кука, епилепсија и хернија. Инфекције уха се могу спречити одржавајући уши, тако да буду чисте и суве. Дисплазија кука се може редуковати правилним узгајањем.
Животни век ове пасмине је од 13 до 15 година.